# Bethlehem (Południowa Afryka)
Bethlehem – miasto w Republice Południowej Afryki, we wschodniej części prowincji Wolne Państwo nad rzeką Jordan, przy drodze N5 pomiędzy Bloemfontein (180km) i Durban (370km). Około 66,7 tys. mieszkańców.
Miasto zostało założone w roku 1864 przez burskich uczestników Wielkiego Treku na terenie farmy Pretoriuskloof. Z uwagi na dogodne warunki uprawy zbóż nadali oni miastu nazwę Betlejem - po hebrajsku Dom chleba a pobliskiej rzece nazwę Jordan. Do dziś rolnictwo pełni znaczącą rolę w życiu miasta. Poza zbożami uprawia się tam także róże, szparagi, brzoskwinie oraz jabłka. W mieście rozwinął się przemysł spożywczy oraz meblowy.
W Bethlehem odbywają się zawody balonowe, pokazy lotnicze oraz wyścigi rowerowe.
Ważniejsze zabytki to:
- Muzeum Miejskie w kościele Misji Nazaretańskiej (1806r)
- Ratusz
- Budynek kościoła holendersko-reformowanego
- anglikański kościół pw. św. Augustyna

## Bethlehem w kulturze masowej
- Laurika Rauch w piosence 'N Sonneblom uit Bethlehem (Słonecznik z Bethlehem) w refrenie wymienia nazwę miasta[2].